# Гергемыш
Гергемыш (абх. Гергемыш, груз. გერგემიში) — село в Абхазии, в Гулрыпшском районе частично признанной Республики Абхазия, согласно административному делению Грузии — в Гульрипшском муниципалитете Абхазской Автономной Республики. Высота над уровнем моря составляет 550 метров.

## Население
В 1959 году в селе Гергемыш (Геримыш) жило 150 человек, в основном грузины (в Азанском сельсовете в целом — 778 человек, также в основном только грузины, кроме преимущественно армянских сёл Аблухвара и Келасури). В 1989 году в селе жило 83 человека, также в основном грузины.